# Andy Wilkinson
Andrew Gordon « Andy » Wilkinson est un footballeur anglais né le 6 août 1984 à Stone en Angleterre. Il est actuellement sans club.